# Maria Ursula Kolb von Wartenberg
Maria Ursula Kolb von Wartenberg, född 31 juli 1618, död 29 juli 1674, var en tysk privatlärare. Hon var guvernant för Liselotte av Pfalz och nämns ofta i hennes berömda brev.
Eftersom hennes far redan var en duglig och lojal följeslagare till kurfurstendömet i Pfalz, och hans dotter ansågs värdig att bli guvernant för kurfursten och "vinterkungen" Fredrik V:s (1596–1632) barnbarn, fick Maria Ursula ansvaret för utbildningen av Liselotte av Pfalz (1652–1722), i kurfurstendömet i Pfalz. Den 1 december 1663 utnämndes hon till hovmästarinna åt Liselotte, som hon därefter undervisade på Heidelberg slott. Bland hennes uppgifter ingick att uppmuntra denna att läsa Bibeln, på tyska och franska, och att övervaka hela hennes språkinlärning (franska, italienska och engelska). Ursula Kolb von Wartenberg ansvarade också för undervisningen i sång och klaverinstrument, för vilka kurfursten lät trycka särskilda instruktioner.
När Liselotte gifte sig i Frankrike 1671 med brodern till Ludvig XIV, hertig Filip I av Orléans (1640–1701), följde Ursula Kolb von Wartenberg med henne till det franska hovet och återvände till Tyskland i januari 1672. I Liselottes anekdotiska brev kallar hon vanligtvis sin lärare för "jungfru Kolb", "Kolbin" eller "Mme (Madame) de Wartenberg".